# Мелікішвілі Георгій Олександрович
Георгій Олександрович Мелікішвілі (груз. გიორგი ალექსანდრეს ძე მელიქიშვილი; нар. 1918 — пом. 2002) — радянський і грузинський історик, здобув популярність завдяки працям з історії держави Урарту.

## Біографія
Народився 30 грудня 1918 року в Тифлісі (нині Тбілісі, Грузія).
У 1939 році закінчив історичний факультет Тбіліського державного університету, потім вступив до аспірантури, спеціалізувався з історії стародавнього Сходу. З 1941 року Георгій Олександрович захопився історією Урарту, вивчав урартську мову і урартські клинописні тексти. У 1944 році Мелікішвілі захистив кандидатську дисертацію за тематикою Урарту. З кінця сорокових років Георгій Олександрович опублікував серію дослідницьких статей про Урарту, а в 1953—1954 роках вийшли його головні роботи на цю тему: «Урартські клинчасті написи» та «Наїрі-Урарту».
Приділяв велику увагу давній історії Грузії, Кавказу і Малої Азії. Найвідоміший внесок ученого з цієї тематики — монографія «До історії древньої Грузії» (1959) і організація видання та редагування восьмитомника «Нариси історії Грузії» (1982).
У 1961 році Георгій Олександрович Мелікішвілі обраний академіком Академії наук Грузинської РСР.
У 1954 — 1988 роках Георгій Олександрович очолював відділ давньої історії при Інституті історії Грузії, а з 1965 року по 1999 рік був також директором цього інституту. З 1999 року та до своєї смерті в 2002 році Георгій Олександрович був почесним директором Інституту історії.
Член ВКП(б) з 1946 року.
Жив у Тбілісі на Ризькій (нині — Тактакішвілі) вулиці, буд. № 3

## Нагороди та премії
- Ленінська премія (1957) — за дослідження в галузі давньої історії народів Закавказзя, викладені в працях «Наірі-Урарту» та «Урартські клинчасті написи» (1954)
- орден «Знак Пошани»
- медалі

## Праці Георгія Мелікішвілі в мережі Інтернет
- Урартские клинообразные надписи [Архівовано 20 лютого 2020 у Wayback Machine.]
- К вопросу о древнейшем очаге урартских племен [Архівовано 5 листопада 2020 у Wayback Machine.] // «Вестник древней истории». 1947. № 4.
- К вопросу о царских хозяйствах и рабах-пленниках в Урарту [Архівовано 4 листопада 2020 у Wayback Machine.] // Вестник древней истории. № 1, 1953 г.
- Урартоведческие заметки [Архівовано 6 листопада 2020 у Wayback Machine.] // Вестник древней истории, 1951, № 3.
- Рецензия на: Б. Б. Пиотровский, Кармир-блур, Изд-во АН Арм. ССР, вып. I, II [Архівовано 20 червня 2013 у Wayback Machine.] // Вестник древней истории, 1953, № 3.
- У підручнику Источниковедение истории Древнего Востока. М., 1984: Глава XIII. Урарту и Закавказье. § 1. Ассирийские источники [Архівовано 29 червня 2020 у Wayback Machine.]; § 2. [Архівовано 29 червня 2020 у Wayback Machine.] Урартские надписи [Архівовано 29 червня 2020 у Wayback Machine.].
- Некоторые вопросы древнейшей истории грузинского народа [Архівовано 21 січня 2022 у Wayback Machine.] // Доклад на XXXI сессии Отделения общественных наук Академии Наук Грузинской ССР в июне 1951 года.